# Liste de fruits comestibles
Les fruits comestibles sont généralement des fruits charnus (baies, drupes, etc.), parfois des fruits secs, produits par des arbres, des arbustes ou des plantes herbacées appartenant à diverses familles botaniques. Les fruits comestibles proviennent généralement de cultures (arbres fruitiers, plantes potagères), mais peuvent aussi être récoltés sur des plantes sauvages dans la nature.
Ils sont consommés, selon leur teneur en sucres, soit comme des fruits (au sens culinaire du terme) pour le dessert ou la pâtisserie, soit comme des légumes, et dans certains cas comme des féculents (cas de la banane plantain).
Sur le plan botanique, ce sont soit de vrais fruits, issus de la transformation de l'ovaire après la fécondation, soit des pseudo-fruits (fruits composés, fruits agrégés, fruits multiples, infrutescences) qui incorporent outre ceux de l'ovaire, des tissus provenant d'autres organes de la fleur ou de l'inflorescence.
Cette liste (non exhaustive) énumère les fruits comestibles, classés par habitat et par ordre alphabétique.

## Fruits des zones tempérée et méditerranéenne
- Abricot
- Airelle
- Alkékenge
- Amande
- Amélanche
- Ananas
- Arbouse
- Argouse
- Asimine
- Avocat
- Banane
- Bergamote
- Bigarade ou Orange amère
- Bleuet
- Canneberge
- Cantaloup
- Cassis
- Cerise
- Châtaigne
- Citron
- Clémentine
- Coing
- Cornouiller du Canada
- Cynorhodon
- Datte
- Épine-vinette
- Feijoa
- Figue
- Figue de barbarie
- Fraise
- Framboise
- Grenade
- Griotte
- Groseille
- Jujube
- Kaki
- Kiwaï
- Kiwi
- Lime
- Mandarine
- Marron
- Melon
- Mûre
- Myrte
- Myrtille
- Nèfle
- Nèfle du Japon
- Noisette
- Noix
- Olive
- Orange
- Pamplemousse
- Pastèque
- Pêche :  brugnon, nectarine, pavie...
- Physalis ou coqueret du Pérou
- Pistache
- Plaquebière ou chicouté
- Poire
- Pomme
- Pomélos
- Prunes et pruneaux : mirabelle, quetsche, reine-claude, prune citron...
- Raisin (voir vigne)

## Fruits des zones tropicale et subtropicale

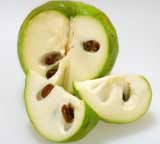
Cherimoya

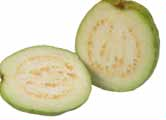
Goyave

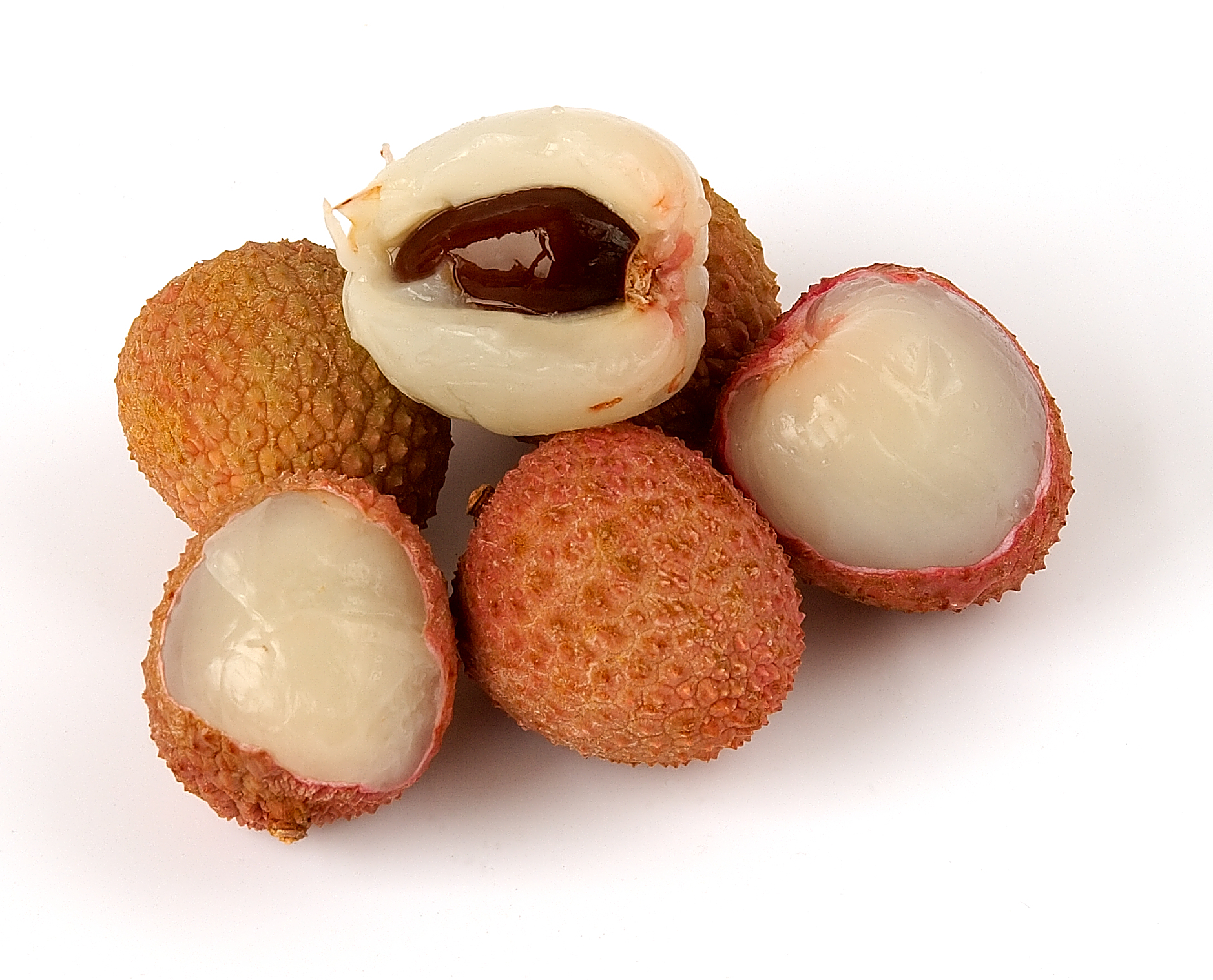
Litchi

Les fruits tropicaux sont caractérisés par leur intolérance au froid et poussent principalement dans les régions au climat tropical. Ces fruits sont désignés par « fruits exotiques » dans les pays où ils sont importés et consommés.  
- Abricot des Antilles, Abricot-pays ou Mamey
- Les agrumes
  - Bigarade ou Orange amère
  - Citron vert
  - Combava
  - Hassaku
  - Kumquat
- Les anones :
  - Attier ou Pomme cannelle
  - Cachiman
  - Cherimole ou Cherimoya
  - Corossol
- Acérola ou cerise des Antilles
- Ananas
- Avocat
- Banane
- Cacao (fèves)
- Caïmite ou Pomme de lait
- Camu-camu
- Carambole
- Cerise de Cayenne
- Durian
- Fe'i
- Fruit-à-pain
- Fruit de la passion
- Girembelle
- Goyave
- Icaque
- Jacque
- Jamalac
- Jambose rouge
- Kiwano
- Litchi
- Longane
- Mangoustan
- Mangue
- Melon
- Mombin
- Myrobolan
- Nèfle du Japon
- Noix de cajou
- Noix de coco
- Noix de muscade
- Pain de singe
- Papaye
- Les passiflores
  - Barbadine
  - Grenadelle ou Grenadille sucrée
  - Grenadille, Maracudja ou Fruit de la passion
- Pepino
- Pitaya
- Pomme de cajou
- Pomme de lait
- Prune de Cythère
- Quenette
- Ramboutan
- Salak
- Sapote
- Sapotille
- Tamarillo
- Tamarin
- Tamarin des Indes ou néflier des Indes
- Tamarin d'Inde
- Taxo
- Yuzu

## Légumes fruits
Les légumes-fruits, consommés en tant que légumes, mais constituant le fruit de la plante :
- Aubergine
- Avocat
- Chayote
- Concombre,  cornichon
- Courge, potiron, citrouille, etc.
- Courge musquée
- Courgette, pâtisson, etc.
- Cucamelon
- Fève
- Gombo
- Haricot
- Margose
- Piment, Poivron
- Pois
- Tomate